# Meigenia nigra
Meigenia nigra är en tvåvingeart som beskrevs av Zhao och Sun 1993. Meigenia nigra ingår i släktet Meigenia och familjen parasitflugor.
Artens utbredningsområde är Hunan (Kina). Inga underarter finns listade i Catalogue of Life.